# 미쉐린코리아
미쉐린코리아(영어: Michelin Korea)는 프랑스의 타이어 제조기업이며, 미쉐린 한국 법인은 서울특별시 송파구에 있다.

## 연혁
- 1987년 - 한국의 우성타이어와 합작 자회사인 미쉐린타이어코리아㈜가 설립
- 1991년 - 외국인투자기업 등록
- 1991년 - 미쉐린의 한국 법인 미쉐린코리아㈜가 설립되어 영업을 하고 있다.